# Murdochita
La murdochita és un mineral de la classe dels halurs. Rep el seu nom del professor Joseph Murdoch (1890-1973), professor de mineralogia de la Universitat de Califòrnia, Los Angeles, Califòrnia, una autoritat en la gènesi i la microscòpia dels minerals.

## Característiques
La murdochita és un halur de fórmula química Cu₁₂Pb₂O₁₅Cl₂. Cristal·litza en el sistema isomètric. La seva duresa a l'escala de Mohs és 4.
Segons la classificació de Nickel-Strunz, la murdochita pertany a «03.DB: Oxihalurs, hidroxihalurs i halurs amb doble enllaç, amb Pb, Cu, etc.» juntament amb els següents minerals: rickturnerita, diaboleïta, pseudoboleïta, boleïta, cumengeïta, bideauxita, cloroxifita, hematofanita, asisita, parkinsonita i yedlinita.

## Formació i jaciments
És un mineral secundari que es troba a les zones oxidades dels dipòsits de plom i coure. Va ser descoberta a la mina Mammoth-Saint Anthony, a la localitat de Tiger, al districte de Mammoth del comtat de Pinal, a Arizona, Estats Units. També ha estat descrit en diverses localitats dels Estats Units i Mèxic, així com a Xile, Iran, Austràlia, Itàlia i Grècia.